# Šopský salát
Šopský salát (bulharsky, makedonsky, srbsky шопска салата; chorvatsky šopska salata, rumunsky salata bulgărească; slangově šopák) je bulharský zeleninový salát populární na celém Balkáně a ve střední Evropě. Byl jako jeden z pěti nebo šesti podobných receptů vytvořen v bulharské státní turistické agentuře roku 1955, přičemž za touto kulinářsko-propagační akcí stál Petar Dojčev (1924–2019); šopský salát jako jediný z uvedených receptů získal trvalou popularitu. Barvy surovin šopského salátu byly zvoleny tak, aby připomínaly bulharskou státní vlajku a byl nazván podle západobulharského etnografického regionu Šopi, s nímž ovšem nemá přímo nic společného. Připravuje se z rajčat, okurek, syrové či pečené papriky, cibule, balkánského sýru a petrželky. Nezbytnou součástí je koření čubrica. Podává se se sýrem feta (nápodobou je balkánský sýr), který se vyrábí z ovčího nebo kravského mléka. V originálním bulharském receptu se používá místní sýr sirene.
Bulhaři šopský salát používají také při k popíjení tradičních lihovin, jako jsou vodka, silný anýzový likér mastika a vinná pálenka rakije. Říkají, že zálivku by měli dělat tři lidé: olej dává marnotratník, sůl filosof a ocet přidá lakomec.[zdroj⁠?!]

## Příprava

### Ingredience
- cibule (polovina)
- paprika 1 ks
- rajče 4 ks
- salátová okurka 10 dkg
- olivový olej
- petrželová nať 3 g
- sýr feta (balkánský sýr) 10 dkg
- bulharské koření neboli čubrica (pískavice, saturejka, sůl, chilli)
- (oregano)

### Postup
Papriky nakrájíme na malé kousky. Očištěná rajčata a oloupanou okurku též nakrájíme a vše smícháme dohromady a položíme na talíř.
Před podáváním zakápneme olivovým olejem, posypeme bulharským kořením. Navrch nastrouháme balkánský sýr. Ozdobíme zelenou petrželkou. Můžeme i feferonkou či růžičkou z rajčete.